# I Love You (canção do The Zombies)
"I Love You" é uma música de 1965 dos Zombies, escrita por seu membro Chris White, que foi gravada pela banda People! e os Carnabeats e por vários outros artistas, incluindo traduções estrangeiras.

## História
"I Love You" foi escrita por Chris White, que indicou: "O que veio primeiro foi o riff. Essa foi a raiz de escrever. Na verdade, acho que peguei Tommy Roe ". Foi gravado pela banda pop britânica The Zombies em 8 de julho de 1965 no Decca Studios. Foi lançado em agosto de 1965 como o lado B de "Whenever You're Ready" no Reino Unido, EUA, Japão, Holanda, Itália, Suécia, Turquia, Japão, e Filipinas. O single não conseguiu entrar na Billboard Hot 100 nos EUA e no Reino Unido e alcançou apenas um sucesso limitado em outros países. Daniel Williams especula que: "Talvez, como aconteceu com os grupos dos anos sessenta que procuravam desesperadamente redescobrir uma fórmula mágica, alguma hesitação fatal foi exibida sobre qual lado de um single era qual; a inversão estrutural de refrão e verso de 'I Love You' o torna um lado B dramático e memoricamente harmônico.
Em 1966, "I Love You" foi incluído em um álbum que agora é conhecido como I Love You, que foi lançado apenas na Holanda e no Japão. Após a popularidade de "I Love You" e de outras duas músicas dos Zombies nas Filipinas, os The Zombies venderam 10 shows no Araneta Coliseum em Cubao, perto de Manila, em março de 1967. Logo após seu retorno das Filipinas, o contrato com a Decca expirou e, apesar de terem gravado mais um LP, Odessey e Oracle, para sua nova gravadora CBS no verão de 1967, a banda se desfez assim que o álbum terminou (e antes de seu lançamento). Lançamento de 1968 no Reino Unido e nos EUA). No entanto, após o sucesso nas paradas da versão cover de "I Love You" da banda americana People!, em meados de junho de 1968, Decca reeditou a versão original dos The Zombies no Reino Unido, apoiada com "The Way I Feel Inside" (Decca F12798). No entanto, ele novamente falhou no gráfico.

A versão da People!, lançado em fevereiro de 1968 (oficialmente, era o lado B de "Somebody Tell Me My Name", escrito por Dennis Fridkin e Geoff Levin) foi o hit número 14. nos EUA e foi para o 1º no Japão. Em 1968, o Capitol lançou a versão People no México; Austrália; Canadá, onde alcançou o nº 7 em maio de 1968; Brasil, apoiado em "1000 Anos aC" (escrito por Larry Norman e Robb Levin); França; Alemanha; Japão; Reino Unido; e Singapura. Um EP foi lançado na Espanha. Após extensa promoção da banda, e publicidade da indústria pela Capitol, "I Love You" rapidamente se tornou um single de sucesso, vendendo mais de um milhão de cópias e atingindo o pico de número 14 no Billboard Hot 100 em 14 de junho de 1968 e alcançando o 13º lugar na tabela de singles do Top 100 da Cash Box em 29 de junho de 1968, e se tornou o single número 1 em vários mercados, incluindo Itália, Israel e Japão. De acordo com as notas do Best of People de 2006! Álbum do volume 1, a versão da People! De "I Love You" poderia ter chegado ao topo das paradas nacionais dos EUA se não fosse pelas rivalidades da indústria: 
 "Era o número 1 no Japão. Era grande em todo lugar. Israel, África do Sul, Inglaterra, Escandinávia, Argentina e América, onde chegou ao primeiro lugar em todos os 'mercados' em todo o país, mas não na mesma semana. Bill Gavin e Bill Drake tinham duas empresas concorrentes que fizeram exatamente a mesma coisa. Para uma associação cara, cada um aconselharia as estações de rádio sobre o que estava borbulhando e seria um lançamento popular para colocar em rotação na lista de reprodução de rádio. Mas pessoas! foi produzido por Mikel Hunter, um novato que quebrou todas as regras da Rádio AM Boss Jock e conseguiu prever com muito mais precisão o que seria um sucesso. Portanto, qualquer programador de rádio pode dar uma olhada na playlist de Hunter, várias semanas à frente do país, e escolher os hits de graça. Gavin e Drake decidiram enterrar Hunter e uma maneira de aconselhar os programadores a não tocarem "I Love You". "Não vai ser um sucesso." foi a mensagem constante deles durante os quatro meses em que "I Love You" chegou ao topo de cada parada. Uma história triste. Mas engraçado, porque People! foi capaz de fazer um concerto em todas as cidades, enquanto o single deles era a coisa mais quente nas paradas locais. A maioria das bandas só pode fazer shows por uma semana quando a música chega ao primeiro lugar e depois é empurrada para fora das paradas por uma música dos Beatles ou até mesmo uma música dos Monkees . Então gente! seguiu o caminho que a música traçou e teve a maior e mais longa viagem de emoção que qualquer banda pode ter. Foi um fenômeno bizarro e nunca mais aconteceu. As tentativas de supressão e blackball de Gavin e Drake fizeram com que a banda se destacasse e a banda fez turnê com o The Who e teria continuado. Mas Larry [Norman] deixou a banda no dia em que o Capitol seguiu o pequeno sucesso que poderia com uma versão renovada do álbum para seu lançamento principal. Se a música tivesse sido deixada sozinha, sem oposição, ela teria ficado no topo das paradas nacionais na primeira posição por várias semanas, de acordo com a contagem geral no final. Se Larry tivesse permanecido no grupo, quem sabe o que poderia ter acontecido ". 
 Após o lançamento do single "I Love You", People! excursionou extensivamente, aparecendo três vezes no American Bandstand de Dick Clark, e também no The Tonight Show, de Johnny Carson. A Billboard classificou a versão People! Como a número 53 em suas 100 melhores músicas de 1968, enquanto foi classificada como a 75ª posição nas paradas anuais da Cashbox. O sucesso da versão de People! De "I Love You" frustrou The Zombies. De acordo com Colin Blunstone, membro do Zombies: "Isso foi um pouco destruidor de corações. Não era uma das minhas músicas favoritas para ser absolutamente honesto, mas foi um pouco decepcionante termos lutado tanto ".
Em julho de 1968, "I Love You" foi incluído no álbum de estréia da People!, Também chamado I Love You, lançado nos EUA  e posteriormente no Canadá ), Alemanha, Brasil, Nova Zelândia, Taiwan e Cingapura. Apesar do sucesso do single "I Love You", a pesada agenda de turnês do People!, um filme promocional do grupo que apresentou a música que foi ao ar no American Bandstand, e apesar de críticas favoráveis, o álbum subsequente, que recebeu o nome do single de sucesso, foi lançado em 13 de julho de 1968, mas só alcançou o nº 138 nas paradas de álbuns da Billboard em 10 de agosto de 1968.

### Japonês: Suki Sa Suki Sa Suki Sa

#### The Carnabeats (1967)
A música foi traduzida para o japonês por Kenji Sazanami como "Sukisa Sukisa Sukisa" (好きさ好きさ好きさ)  e gravado pela banda de Tóquio The Carnabeats (ザ・カーナビーツ), com o baterista de 16 anos Ai Takano cantando o vocal principal. Em 1 de junho de 1967, o single foi lançado no Japão pela Philips Records.  O single estreou em # 7 nas paradas locais em setembro de 1967, antes de chegar ao segundo lugar em 4 de novembro de 1967. lançado em 1968, e relançado em 2003 pela Teichiku Records.
O sucesso da versão japonesa do The Carnabeats de "I Love You" no Japão, resultou na versão original de The Zombies, lançada no Japão, onde foi um sucesso de vendas e foi classificada em 8º lugar no ano de 1967.

### Português: "Te Amo"

#### Os Incríveis (1968)
A banda brasileira Os Incríveis, formada como The Clevers em São Paulo, Brasil em 1962, gravou uma versão em português, "Te Amo", em seu álbum de abril de 1968,  Internationais.